# Loxosceles guayllabamba
Espèce
Loxosceles guayllabamba est une espèce d'araignées aranéomorphes de la famille des Sicariidae.

## Distribution
Cette espèce est endémique d'Équateur. Elle se rencontre dans les provinces de Pichincha et d'Imbabura,.

## Description
Le mâle holotype mesure 6,06 mm et la femelle paratype 8,03 mm.

## Systématique et taxinomie
Cette espèce a été décrite par Dupérré et Tapia en 2024.

## Étymologie
Son nom d'espèce lui a été donné en référence au lieu de sa découverte, Guayllabamba.

## Publication originale
- Dupérré, Harms, Crespo-Pérez & Tapia, 2024 : « Two new species of the spider genus Loxosceles (Araneae, Sicariidae) from the Ecuadorian Andes. » Evolutionary Systematics, vol. 8, no 1, p. 1-14 (texte intégral).